# Église Ognissanti (Rome)
Pour les articles homonymes, voir Église de Tous-les-Saints.
Pour le titre cardinalice, voir Ognissanti in Via Appia Nuova (titre cardinalice).
L'église Ognissanti (en français : église de tous les Saints) est une église romaine située dans le quartier Appio-Latino sur la via Appia Nuova. Elle fut construite de 1914 à 1920 et dédiée à tous les Saints.

## Historique
L'église fut construite sur les plans de l'architecte Camillo Karl Schneider. La première pierre fut posée le 29 juin 1914 et bénie par le Cardinal vicaire du diocèse de Rome Basilio Pompilj. Les travaux furent suspendus durant la Première Guerre mondiale et l'édification terminée en 1920. L'église ne fut officiellement consacrée que le 29 juin 1927 par le même cardinal vicaire.
L'église est devenue paroisse sous Benoît XV avec la bulle Nihil Sedi Apostolicae du 4 novembre 1919 et a obtenu en 1969 le titre cardinalice Ognissanti in Via Appia Nuova. Elle est attribuée aux prêtres Fils de la divine providence.

## Architecture et décorations

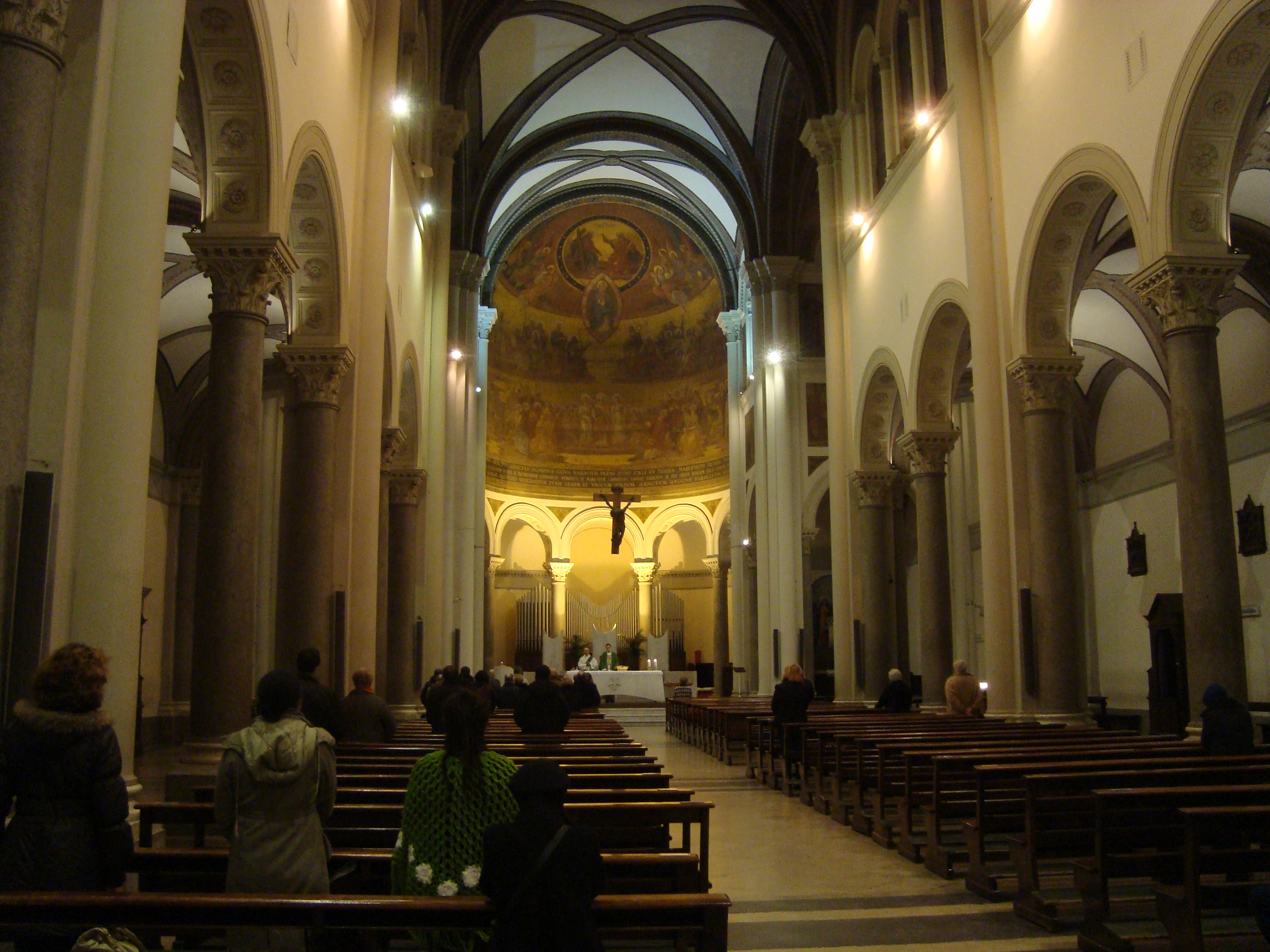
Intérieur de l'église.

La façade se compose de trois portails dont le central est surmonté d'un bas-relief à la gloire de Marie et les latéraux par des anges en vol. L'intérieur est fait de trois nefs séparées par des colonnes de granit, l'abside est couronnée d'une mosaïque représentant tous les saints, la contrefaçade intérieure possède trois vitraux qui représentent au centre l'apparition de la Vierge immaculée à Lourdes avec un rosaire à la main, et sur les côtés Pie X et don Orione.